# Кохаруно, Кокоро
Кокоро Кохаруно (яп. 小春 こころ, родилась 27 февраля 1976, Токио), также известная как Когэ-Домбо (яп. コゲどんぼ), — японская мангака и иллюстратор. Начинала свою карьеру как додзинси-мангака. Известность ей принесли манга-сериал Di Gi Charat и его последующая экранизация.

## Список работ

### Манга
- Di Gi Charat (Издатель Broccoli)
- Pita Ten (Издатель Media Works)
- Kamichama Karin (Издатель Kodansha)
- Kamichama Karin ♥ -chu- (Издатель Kodansha)
- Sumo Oh (Издатель Broccoli)
- Koi-Hime Soshi (Издатель Media Works)
- Yoki Koto Kiku (Издатель Broccoli)
- Kon-Kon Kokon (Издатель Broccoli)

### Аниме
- Di Gi Charat
- Pita Ten
- A Little Snow Fairy Sugar
- Kamichama Karin

### Артбуки
- Chocola (ежегоднее издание)
- Digi Charat Fantasy Perfect Collection
- Pita-Ten Artbook

### Другие работы
- Aquarian Age (иллюстратор)
- Princess Concerto (дизайн персонажей)
- Di Gi Charat Fantasy (дизайн персонажей)
- Додзинси по Гарри Поттеру (её самая известная ранняя работа).